# 레드 로켓
《레드 로켓》(영어: Red Rocket)은 2021년 개봉한 미국의 코미디 드라마 영화이다. 숀 베이커가 감독과 공동각본을 맡았다. 제74회 칸 영화제(2021년) 황금종려상 경쟁후보작이다.

## 줄거리
LA 출신의 불운한 포르노 배우 마이키 "세이버" 데이비스는 17년 만에 고향 텍사스 시티로 돌아와 새 삶을 시작한다. 이틀간의 버스 여행 끝에 22달러를 가지고 그는 별거 중인 전직 포르노 배우이자 전직 아내 렉시와 그녀의 어머니 릴의 소박한 집에 도착한다. 그들은 그가 집에 머물도록 허락해 달라고 애원한다. 그들은 마지못해 동의하지만, 그에게 일자리를 구하고 집안일을 하라고 요구한다. 마이키는 하루 종일 여러 구직 면접을 보지만, 이력서 공백이 길고 성인 영화 배우로서의 명성 때문에 아무도 그를 채용하지 않는다. 절박한 그는 옛 학교 친구의 어머니인 마약상 레온드리아에게 연락하여 마리화나를 팔던 옛 직장을 돌려달라고 한다. 레온드리아와 그녀의 딸 준은 마이키가 직접 마리화나를 피울 것이라고 의심하지만, 그가 수입을 가지고 돌아온 후에도 그들의 사업 관계는 계속된다. 그는 차가 없기 때문에 렉시의 오래된 자전거를 타고 다닌다. 며칠 밤을 소파에서 보낸 후, 마이키는 렉시와 섹스를 시작한다. 결국 렉시는 마이키를 다시 자신의 방에 초대한다. 마이키는 렉시와 릴에게 한 달 치 집세를 선불로 주고 축하하기 위해 도넛 가게에 데려간다. 그는 카운터에서 일하는 17세 소녀 스트로베리에게 반한다. 그는 돌아와 레이리에게 가게에 자주 오는 건설 노동자들에게 마리화나를 팔도록 설득한다. 두 사람은 곧 성관계를 갖는다. 어느 날 밤, 섹스 후, 레이리는 그에게 NSYNC의 "Bye Bye Bye" 피아노 버전을 들려준다. 마이키는 어렸을 때 렉시가 돌봐주던 이웃 로니와도 친해진다. 둘은 잠시 함께 시간을 보내지만, 쇼핑몰에 갔다가 로니가 성조기를 팔기 위해 군 복무 중인 척하고 있다는 사실을 알게 된다. 그리고 로니가 두 명의 진짜 참전 용사에게 모욕을 당하고 쇼핑몰 분수대에 던져지는 모습을 목격하게 되는데, 두 참전 용사는 로니의 속마음을 꿰뚫어 보고 있다. 마이키는 스트로베리가 고등학교 시절 남자친구였던 내시와 헤어지도록 설득한다. 내시와 그의 부모님은 도넛 가게 주차장에서 마이키를 만나 그를 때린다. 마이키는 포르노 업계에 종사하기 위해 스트로베리에게 로스앤젤레스로 함께 가자고 거듭 설득한다. 그는 포르노 업계를 경영할 계획이며, 이를 통해 다시 업계에 복귀할 수 있을 것이다. 두 사람은 점점 가까워지면서 렉시와 사이가 멀어진다. 그가 스트로베리와 주말을 보내러 사라지자 렉시는 의심을 품고 말다툼을 벌이다. 마이키는 렉시를 질책하며 마약 판매로 3천 달러를 번 것을 자랑스럽게 떠벌린다. 로니의 차를 타고 가던 중 마이키는 스트로베리와의 성공과 복귀에 대해 자랑을 늘어놓는다. 로니는 주의를 빼앗겨 거의 출구를 놓치고, 결국 차선을 넘나들며 여러 대의 차량이 충돌하는 사고를 일으키고 여러 명이 다치지만, 사고는 피한다. 그들은 현장에서 도주하고, 마이키는 로니에게 자신의 개입을 숨겨달라고 애원한다. 마이키는 불안해하지만, 로니는 체포되자 사고에 대한 모든 책임을 진다. 사고를 핑계 삼아 마이키는 직장에 있는 스트로베리를 찾아가 함께 로스앤젤레스로 와서 포르노 배우 생활을 시작하자고 제안한다. 스트로베리는 이에 동의하고 직장을 그만둔다. 그날 밤, 마이키는 렉시에게 내일 아침 로스앤젤레스로 떠난다고 말한다. 그날 밤, 렉시와 릴은 레온드리아를 설득하여 그녀의 성인 자녀인 준과 그녀의 오빠들을 보내 마이키가 대마초를 팔아 번 3,000달러를 압류하게 한다. 그들은 마이키가 잠든 사이 레온드리아에게 찾아가 돈을 챙긴다. 마이키는 침실 창문으로 알몸으로 도망치고, 레온드리아의 집으로 달려가 돈을 돌려달라고 애원한다. 건설 노조원들에게 마리화나를 팔았다는 이유로 처벌받는다고 설명하며, 레온드리아는 마이키에게 200달러를 주며 나가지 않으면 맞을 거라고 말한다. 굴욕감을 느낀 마이키는 쓰레기 봉지에 소지품 몇 개를 담아 나간다. 밤새도록 스트로베리의 집으로 걸어간 그는 현관에서 비키니 차림의 그녀가 있는 모습을 상상하며 눈물을 글썽이다.

## 출연
- 사이먼 렉스 - 마이키 세이버 역
- 브리 엘로드 - 렉시 역
- 수잔나 손 - 스트로베리 역
- 브렌다 다이스 - 릴 역
- 주디 힐 - 리언드리아 역
- 말런 램버트 - 에르네스토 역
- 이선 다본 - 로니 역
- 쩌우스칭 - 판 사장 역
- 파커 비검 - 내시 역
- 브랜디 컬 - 내시의 엄마 역
- 더스틴 하트 - 내시의 아빠 역